# Баширов, Эйюб Баламамед оглы
Эйюб Баламамед оглы Баширов (азерб. Eyyub Balaməmməd oğlu Bəşirov; 12 декабря 1925, Холкарабуджак, Сальянский уезд — 8 ноября 2017, Баку) ― советский и азербайджанский учёный-биолог, академик, президент Ассоциации животноводства Азербайджана, действительный член Российской академии международных проблем качества, член правления Совета старейшин Азербайджанской Республики.

## Биография
Эйюб Баширов родился 12 декабря 1925 года в селе Хол Карабуджаг Сальянского района (ныне Нефтечалинский район), Азербайджанская ССР. В 1943 году с отличием окончил Сальянский педагогический техникум и начал педагогическую деятельность.
Эйюб Баширов, поступивший на зоотехнический факультет Азербайджанского сельскохозяйственного института в 1945 году, как отличник, был переведён на третий курс зоотехнического факультета Московской государственной сельскохозяйственной академии имени К. Тимирязева. После окончания академии вернулся в Азербайджан и занимался развитием животноводства, аграрной науки и народной медицины.
В 1953 году окончил аспирантуру Всесоюзного института животноводства, в 1954 году получил ученую степень кандидата наук.
Эйюб Баширов начал научную деятельность в 1947 году. В 1947—1954 годах работал в Московской государственной сельскохозяйственной академии, где проводил научные исследования.
Баширов в разное время работал в Индии, Алжире, Чили и Афганистане, занимаясь организацией, развитием и укреплением сельскохозяйственного сектора, системы разведения и внесения удобрений в этих странах. В 1971 году во время своей научной миссии в Чили Эйюб Баширов разработал 10-летний план-программу для решения многих научных проблем, таких как развитие животноводства, прогрессивные методы и технологии.

## Научные труды
Является автором более 700 опубликованных научных и публицистических статей, 2 учебников, 3 монографий, 4 инструкций. Среди его работ:
- «Животноводство Алжира»;
- «Животноводство Чили»;
- «Животноводство Афганистана»;
- «Научные основы проблем и развития племенного скотоводства в Азербайджане».

## Награды
- Золотая медаль на V Международном конгрессе биологов (Тренто, Италия, 1964)
- Орден «Знак Почёта»

## Семья
Предки Эйюба Баширова был родом из Шемахи. После землетрясения, произошедшего 31 мая 1859 года, они переехали в село Шол Карабукак в Сальяне.
Эйюб Баширов женился на Саадет в 1955 году. Был отцом троих сыновей. Его старший сын Яшар ― президент Национальной федерации каратэ Азербайджана, чемпион мира и Европы, заслуженный мастер спорта. Яшар также является кандидатом биологических наук. Ханлар ― известный танцор Азербайджанской Республики и заслуженный артист Азербайджана. Его младший сын Хагани ― бизнесмен.